# Stadio Pietro Barbetti
Das Stadio Pietro Barbetti ist ein Fußballstadion mit Leichtathletikanlage in der italienischen Stadt Gubbio in der Provinz Perugia, Region Umbrien. Bis vor kurzem trug die 1977 eröffnete Anlage den Namen Stadio Polisportivo San Biagio und wird nur kurz San Biagio genannt. Der zur Saison 2011/12 in die Serie B aufgestiegene AS Gubbio 1910 empfängt hier seine Gegner. Zur neuen Saison wird das Stadion 5.300 Plätze bieten. Neben der Haupttribüne besitzt auch die Gegentribüne eine Überdachung. Das Spielfeld aus Naturrasen wird von einer sechsspurigen Laufbahn umschlossen. Die Gegengerade besteht aus drei einzelnen Zuschauerrängen, wovon ein Teil Sitzplätze hat und die zwei weiteren Stehränge sind.
Im März 2011 trafen sich Gubbios Bürgermeisterin Maria Cristina Ercoli und weitere Vertreter der Stadt mit dem Vizepräsident des AS, Giancarlo Brugnoni sowie Generaldirektor Giuseppe Pannacci, um über die Anpassung des Stadions an die Anforderungen der zweiten italienischen Liga zu beraten. Dabei wurde beschlossen, dass die Umkleidekabinen renoviert werden. Für die Gästefans werden in der Ostkurve Stahlrohrtribünen mit etwa 1.200 Plätzen aufgestellt. Die Eingänge werden mit acht Drehkreuzanlagen und jeweils mit Kameras einer Videoüberwachungsanlage ausgerüstet. Darüber hinaus wird die Flutlichtanlage aufgerüstet, damit auch Abendspiele der Serie B möglich sind. Am 11. Mai begannen die Arbeiten, nachdem drei Tage zuvor der AS Gubbio 1910 durch einen 3:1-Heimsieg gegen Paganese Calcio 1926 den Aufstieg in die Serie B schaffte.
Am 15. September 2010 trafen die Fußballnationalmannschaften der Frauen von Italien und Frankreich im Stadion aufeinander. Es ging in der Play-off-Phase der Qualifikation um einen Startplatz bei der Fußball-Weltmeisterschaft der Frauen 2011. Die Italienerinnen verloren mit 2:3 (1:0) gegen das Team aus Frankreich. Kurz vor der Fußball-Weltmeisterschaft 1990 trat die brasilianische Fußballnationalmannschaft am 20. Mai zu einem Testspiel im Stadion gegen den AS Gubbio 1910 an. Das Spiel endete mit einem 8:1-Sieg der Südamerikaner.